# Asa (aviação)
Uma asa é um dispositivo mecânico destinado à sustentação aerodinâmica. As asas estão presentes na maioria dos aparelhos com capacidade para voar, como os aviões.
Para que uma asa produza "sustentação", ela deve ter um ângulo de ataque relativo ao fluxo de ar, fazendo com que o ar seja defletido para baixo. Uma vez que a asa exerce uma força para mudar a direção do ar, o ar deve também exercer uma força na asa, em igual tamanho e em direção oposta, fazendo com que a asa confira sustentação ao resto do avião ou outro aparelho. Em resumo, a sustentação alcançada é derivada da Terceira Lei de Newton, mas também de outras propriedades do sistema asa/ar.

## Funcionamento
A equação de Bernoulli explica por que os aviões conseguem voar.
As asas de um avião estão construídas de forma que a parte superior tenha um perímetro maior do que o lado inferior. Quando o avião se desloca a grande velocidade, o escoamento do ar por cima da asa tem maior velocidade do que por baixo, pois a distância a percorrer é maior na parte superior. Essa diferença de velocidades produz uma diferença de pressões, de acordo com a equação de Bernoulli.
Na parte superior da asa, onde a velocidade é maior, a pressão do ar é menor. Assim, produz-se uma força de sustentabilidade para cima. Quanto maior for a velocidade do avião, maior será essa força.
A força de sustentabilidade é controlada por meio de ailerons, que permitem modificar o perfil da asa.

## Superfícies de controle

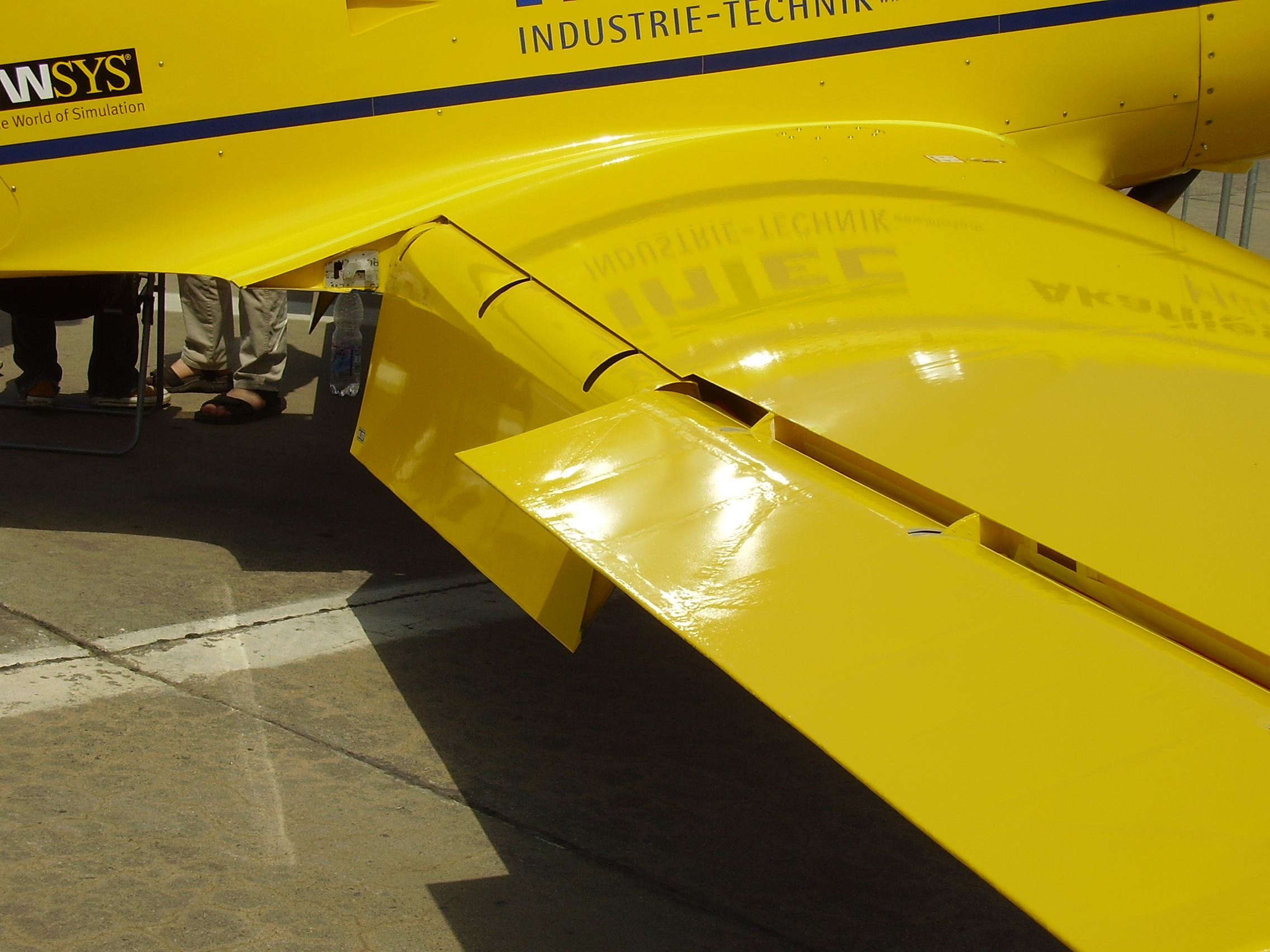
Flaps abaixados.

Toda asa de avião é equipada com superfícies de controle. Entretanto, nem todas as superfícies de controle do avião, estão localizadas nas asas. Existem outras, que são colocadas nos estabilizadores. As superfícies de controle que estão localizadas nas asas são os flaps e os ailerons. Algumas (geralmente as dos aviões maiores, como os usados pelas companhias aéreas) ainda possuem slats, spoilers e outras superfícies de controle.
- Flaps é um dispositivo que serve para aumentar a sustentação da aeronave. Isso permite que a aeronave possa descolar e aterrar com velocidade menores. Com o tempo, verificou-se que ele também pode ser utilizado com freio aerodinâmico, isto é, com um dispositivo que serve para diminuir rapidamente a velocidade da aeronave. Os flaps são colocados na parte traseira da asa.
- Aileron controla a rotação da aeronave, isto é, o movimento que ela faz em relação ao eixo longitudinal. Eles são usados alternadamente, isto é, enquanto um sobe, o outro desce, criando uma diferença entre as forças de sustentação que cada uma gera, fazendo que uma asa suba e a outra desça. Esse procedimento é empregado diversas vezes durante o voo, principalmente para fazer curvas.
- Slat são dispositivos que também aumentam a sustentação promovida pela asa. Eles são, ao contrário do que acontece com os flaps, colocados na parte frontal da asa. Além disso, ele são usados somente durante a aterragem e a descolagem, não sendo, portanto, empregados para diminuir a velocidade do avião em pleno voo.
- Spoilers são "atenuadores", "anuladores" ou "inversores" do funcionamento da asa. Eles são usados para quebrar a sustentação da asa. Eles, outrossim, têm uma função "secundária": aumentar o coeficiente de arrasto da asa, ajudando, assim, os flaps a diminuir a velocidade da aeronave. Eles são empregados em três casos:

1. Em pleno voo: Quando são utilizados em voo, eles não são utilizados com capacidade total. Eles permitem que a velocidade da aeronave seja reduzida e aumentam, se o piloto quiser, a velocidade de descida da mesma. Nesse caso, eles apenas atenuam a força de sustentação da asa.
2. Como auxiliadores dos ailerons: Existem casos onde os ailerons não são suficientes para algumas curvas. Quando isso acontece, os spoilers entram em ação somente em uma das asas. Assim, a diferença entre as forças de sustentação de cada asa aumenta e o avião faz a curva.
3. No pouso: Nesse tipo de utilização, eles são usados com plena capacidade. Assim, eles anulam a sustentação da asa ou criam uma força que empurra a asa para baixo.

Ele também pode ser chamado de speedbrake.

## Equipamentos Adicionais

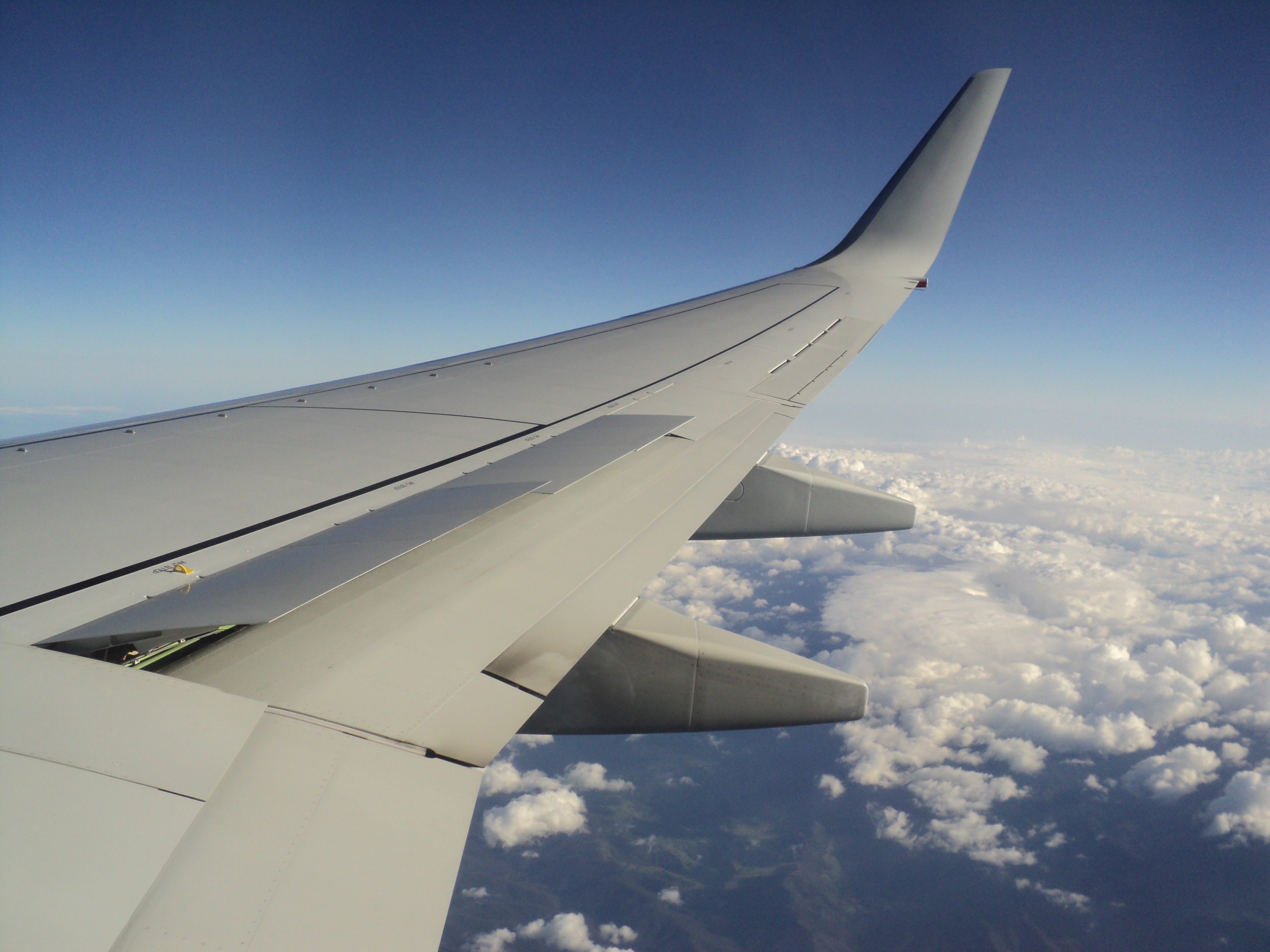
Winglet na ponta da asa de um avião.

Existem muitos equipamentos que podem ser instalados em uma asa de avião. Entre os mais usados estão os winglets e o tanque de combustível, este último está presente em quase todas as asas de avião.
- Winglet é uma pequena aba instalada na ponta da asa. O objetivo dela é reduzir o resistência aerodinâmica (arrasto) do ar e, com isso, aumentar a velocidade do voo e economizar combustível. Além disso, ela ajuda na sustentação. Quando a ponta da asa rasga o ar, esta faz com que ele se movimente com vorticidade. Isso faz com que ele aumente o arrasto e prejudique a sustentação na parte final da asa (cerca de um metro e meio de asa ficam nessa situação).

## Tipos

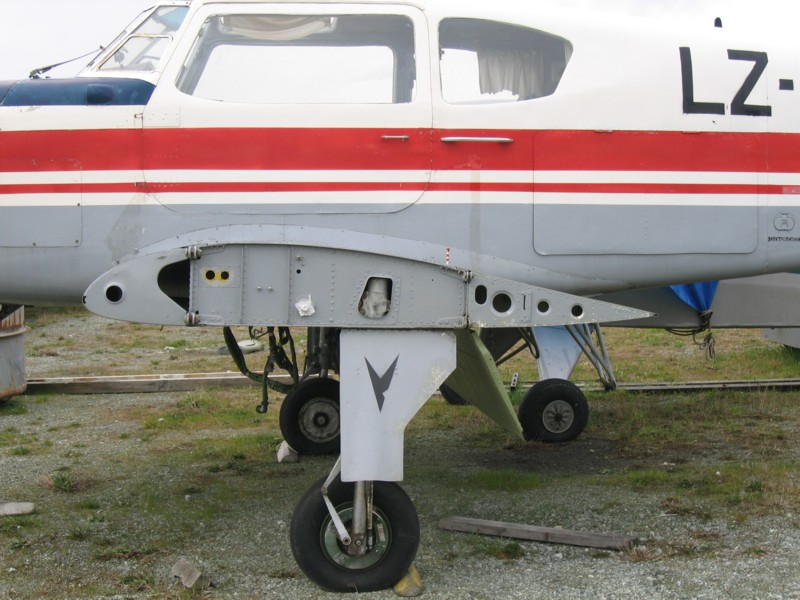
Corte de perfil de asa Clark Y.

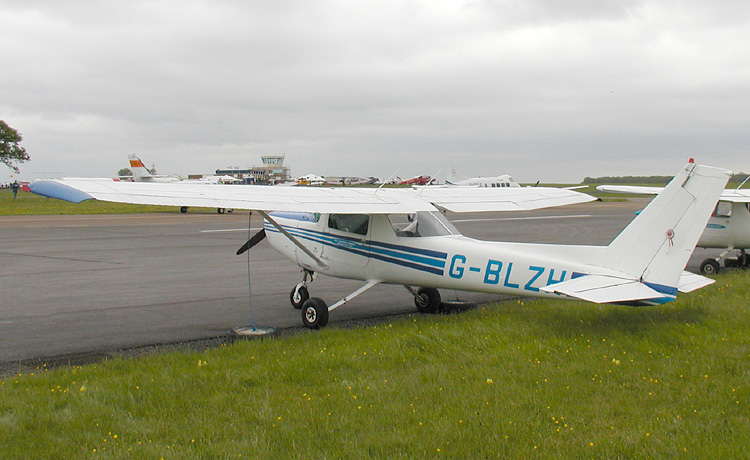
Cessna 152, avião do tipo asa alta.

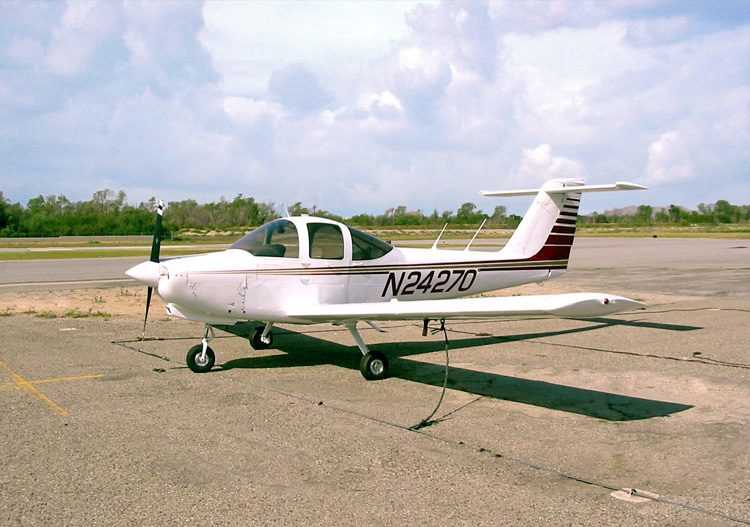
Piper PA-38, avião do tipo asa baixa.

Existem vários tipos de asas, como mostramos na figura abaixo; sendo que:
- A asa reta (como a do biplano Sopwith Camel) é a mais eficiente de ponto de vista estrutural, entretanto não tem a aerodinâmica muito boa nem pode ser usada em voos supersônicos. A asa reta é destinada a voos com velocidade relativamente baixa (subsônica).
- A trapezoidal (ver: P-51 Mustang) é similar à reta, porém é menos eficiente estruturalmente e mais, aerodinamicamente.
- A elíptica (ver: Spitfire) é a mais aerodinâmica das asas desenvolvidas para voo em baixas velocidades. Entretanto, a construção dela é muito difícil (e, consequentemente, cara).
- As asas em flecha (ver: MiG-17) são as mais utilizadas em aviões que desenvolvem grandes velocidades, sem quebrar a barreira do som. Esse tipo de asa é usado em praticamente todos os aviões comerciais atuais. As duas principais vantagens são a facilidade de construção e a aerodinâmica. A desvantagem principal é o fato de ela não poder ser usada em aviões supersônicos sem receber profundas alterações no seu projeto. Essas alterações fazem com que ela perca muita sustentação, exigindo grandes velocidades de aterragem e decolagem.
- A asa com enflechamento negativo (ver: Junkers Ju 287) é similar ao tipo flecha, porém tem três vantagens: a ponta da asa funciona melhor, dificulta o estol da asa e combina melhor com certos tipos de avião. Ela ainda pode ser alocada em uma parte mais recuada da fuselagem. Entretanto, ela é pouco usada, pois ela precisa ser muito rígida. Além disso, ela tende a sofrer com instabilidade ao voar em velocidades muito altas, o que prejudica o controle da aeronave.
- As asas em forma de delta (ver: JAS-39 Gripen) aí incluídas também as ogivais, (ver: Concorde) servem, principalmente, para voos em velocidades supersônicas, pois quando algum corpo excede a velocidade do som, uma onda de choque se forma ao redor desse objeto. Quando, por exemplo, a asa reta é utilizada nesse tipo de voo, uma parte dela fica "para fora" dessa onda de choque. Consequentemente, ela é danificada. Com asas em formas de delta, isso não acontece. Elas ficam inteiramente "dentro" dessa onda de choque e, com isso, permanecem intactas. Quando é usada com canards, eles agem com estabilizadores horizontais.
- A versão ogival serve quando o avião tem que decolar com um peso relativamente grande, com o febatista, como acontece com o Concorde e com o Tupolev Tu-144. A versão "dobrada" maximiza o uso em grandes ângulos de ataque e previne (embora não completamente) o estol. Entretanto, quando trata-se de velocidades realmente grandes, o tipo perfeito é a versão "sem cauda", isto é, sem timões ou canards. A principal desvantagem desse tipo de asa é a velocidade de pouso e decolagem. Ela precisa ser bem alta.
- A asa com geometria variável (ver: Dassault Mirage G e não confundir com asa dobrável) permite baixas velocidades de pouso e decolagem e altas velocidades de voo (embora não tão altas quando as de aviões que utilizam asas em delta "sem cauda" como o Gotha Go 229). Ela reúne todas as principais características vantajosas das outras asas, sem ter suas desvantagens, pelo menos não permanentemente. Por exemplo, asas com grande poder de sustentação tendem a ter grande coeficientes de arrasto. Com essa asa, isso não é exceção. Entretanto, basta recolher a asa para diminuir esse coeficiente.

| 1 - Asa trapezoidal 2 - Asa enflechada 3 - Asa com enflechamento negativo 4 - Asa em delta 5 - Asa com geometria variável 6 - Asa oblíqua |

## Números de asas e posições

### Monoplano
Possuí somente uma asa. Desde os anos de 1930 muitas aeronaves usam a configuração monoplano. Este tipo de asa pode ser montado em várias posições em relação à fuselagem:
- Asa baixa: Montada perto ou entre o final da fuselagem.
- Asa média: Montada no meio da fuselagem.
- Asa semi-alta: Montada na posição intermediária da fuselagem acima de sua metade.
- Asa alta: Montada acima da fuselagem.
- Asa parasol: Montada com montantes presos à fuselagem.

| Asa baixa | Asa média | Asa semi-alta |

| Asa alta | Asa Parasol |

### Biplano
Possuí duas asas, é uma configurada uma acima da outra separada por montantes ou cordas. Esta configuração foi usada até meados dos anos de 1930. Pode ter as seguintes configurações:
- Biplano comum: As asa tanto as de cima quanto as de baixo são iguais sem diferenciação de posição e tamanho.
- Asas desiguais: Geralmente as asas de baixo são em comprimento menor que as de cima e possuem montantes.
- Sesquiplano: É um tipo de biplano que tem a asa inferior muito menor que no modelo de asas desiguais não possuem montantes.
- Sesquiplano invertido: Contrária a anterior a asa superior é muito menor em relação a inferior.

| Biplano | Asas desiguais | Sesquiplano | Sesquiplano invertido |

### Triplano
Possuí três asas, geralmente montada em forma escalonada de degraus ascendentes como no Fokker Dr.I.

### Quadriplano
Possui quatro asas, esta configuração nunca foi usada em combate apesar de ter sido usada no Armstrong Whitworth F.K.10.

### Multiplano
Várias asas. O termo é usado para se aplicar em arranjos de vários montantes em tandem. O multiplano de Horatio Frederick Phillips voou com 200 folhas de asas, enquanto o hidroavião Caproni Ca.60 de 60 asas voou brevemente antes de cair.
| Triplano | Quadriplano | Multiplano |

#### Escalonamento
É o modo como as asas biplanas e triplanas são montadas em relação ao comprimento da fuselagem. Podem ser:
- Sem escalonamento: As asas são montada uma acima da outra sem diferença de posição.
- Escalonamento ascendente: As asas são montadas com diferença em relação ao comprimento da fuselagem sendo a superior ligeiramente à frente em relação a vertical da de baixo. Como em uma escada quando se está subindo.
- Escalonamento descendente: Ao contrário da ascendente estas são montadas com a asa superior afastando se para trás do comprimento da fuselagem. Como em uma escada quando se está descendo.

| Biplano sem escalonamento | Escalonamento ascendente | Escalonamento descendente |

### Asas em tandem
É um design em que a aeronave possui duas asas principais que são dispostas uma após a outra ao longo da fuselagem, como no QAC Quickie Q2, Blériot VI e Caproni Ca.60.

### Imagens de exemplo

#### Monoplanos

Monoplanos
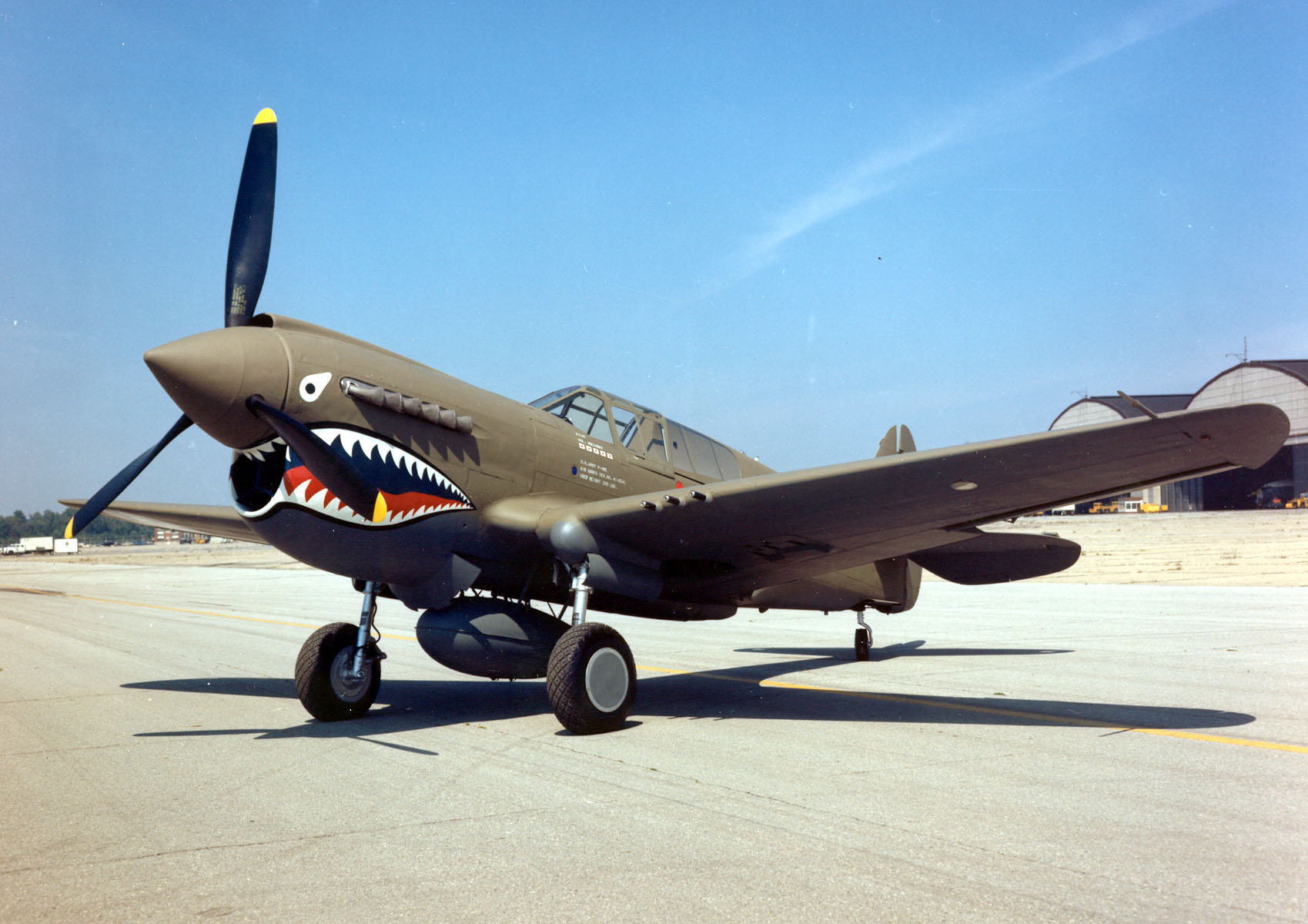
Curtiss P-40 exemplo de monoplano de asa baixa.
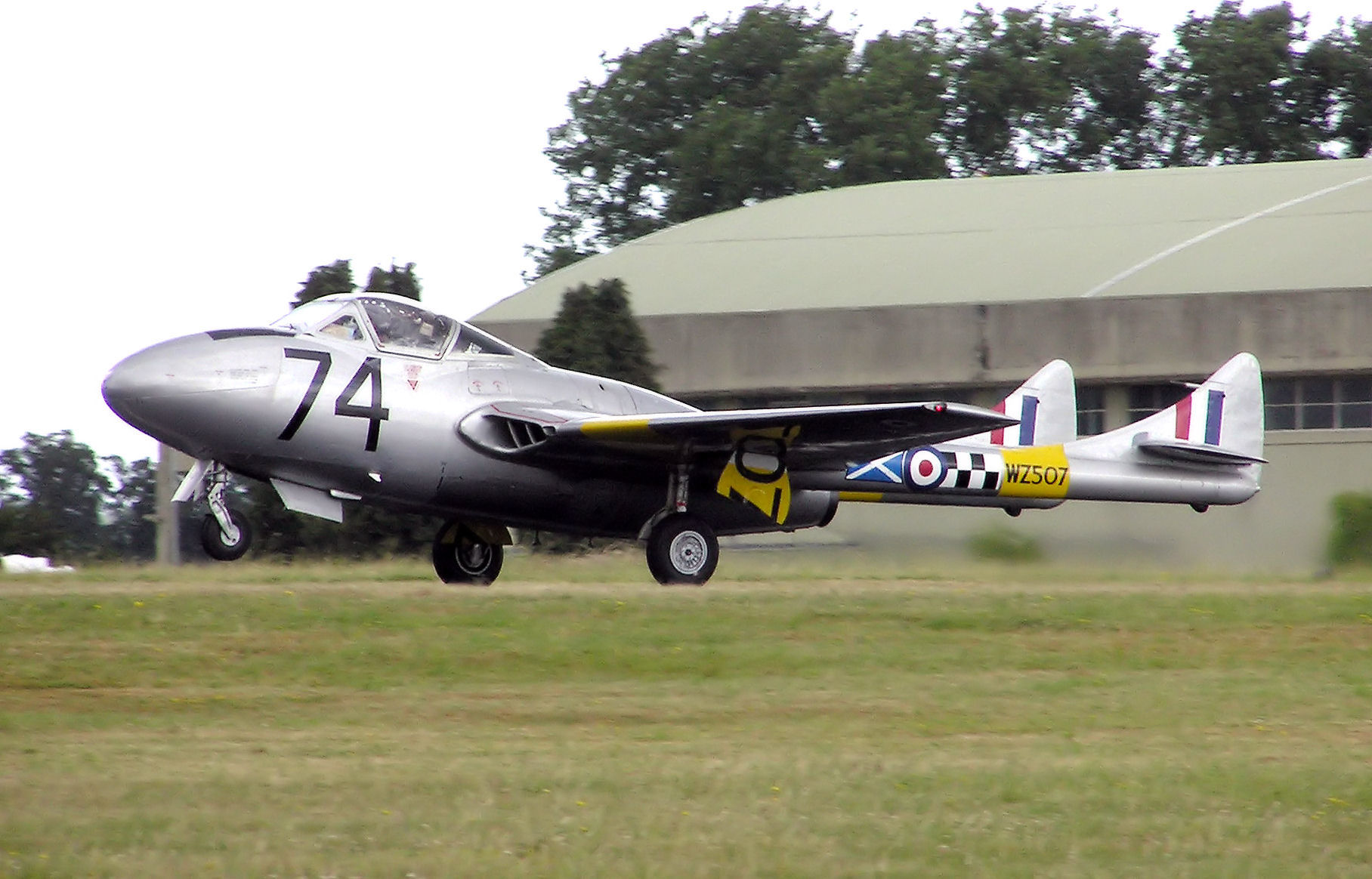
De Havilland Vampire exemplo de monoplano de asa média.
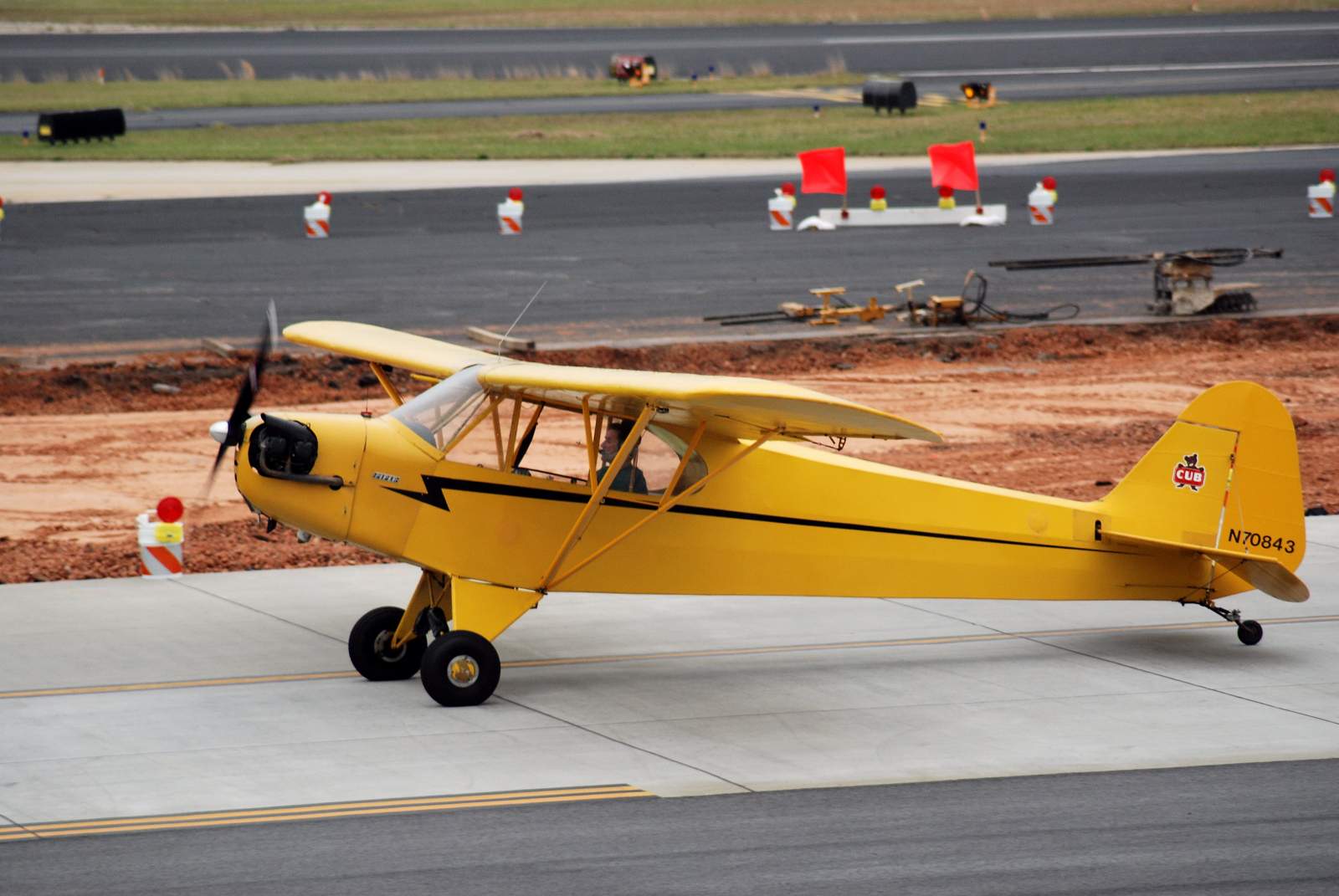
Piper J-3 Cub exemplo de monoplano de asa semi-alta.
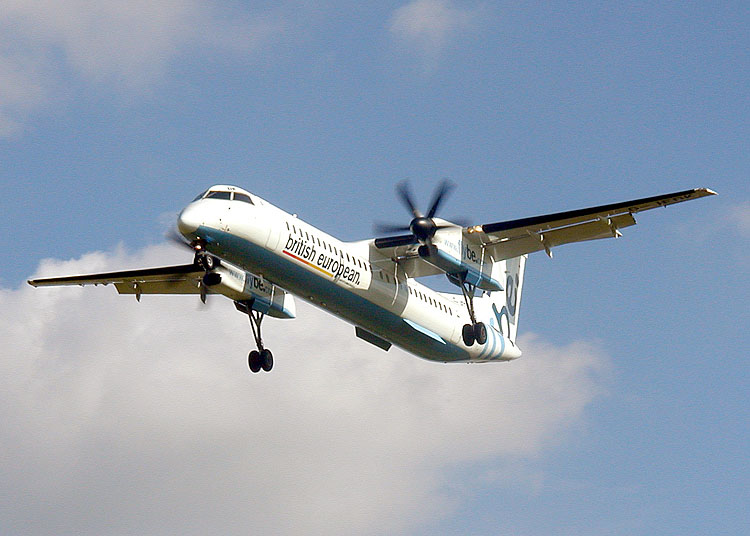
Dash.8 exemplo de monoplano de asa alta.
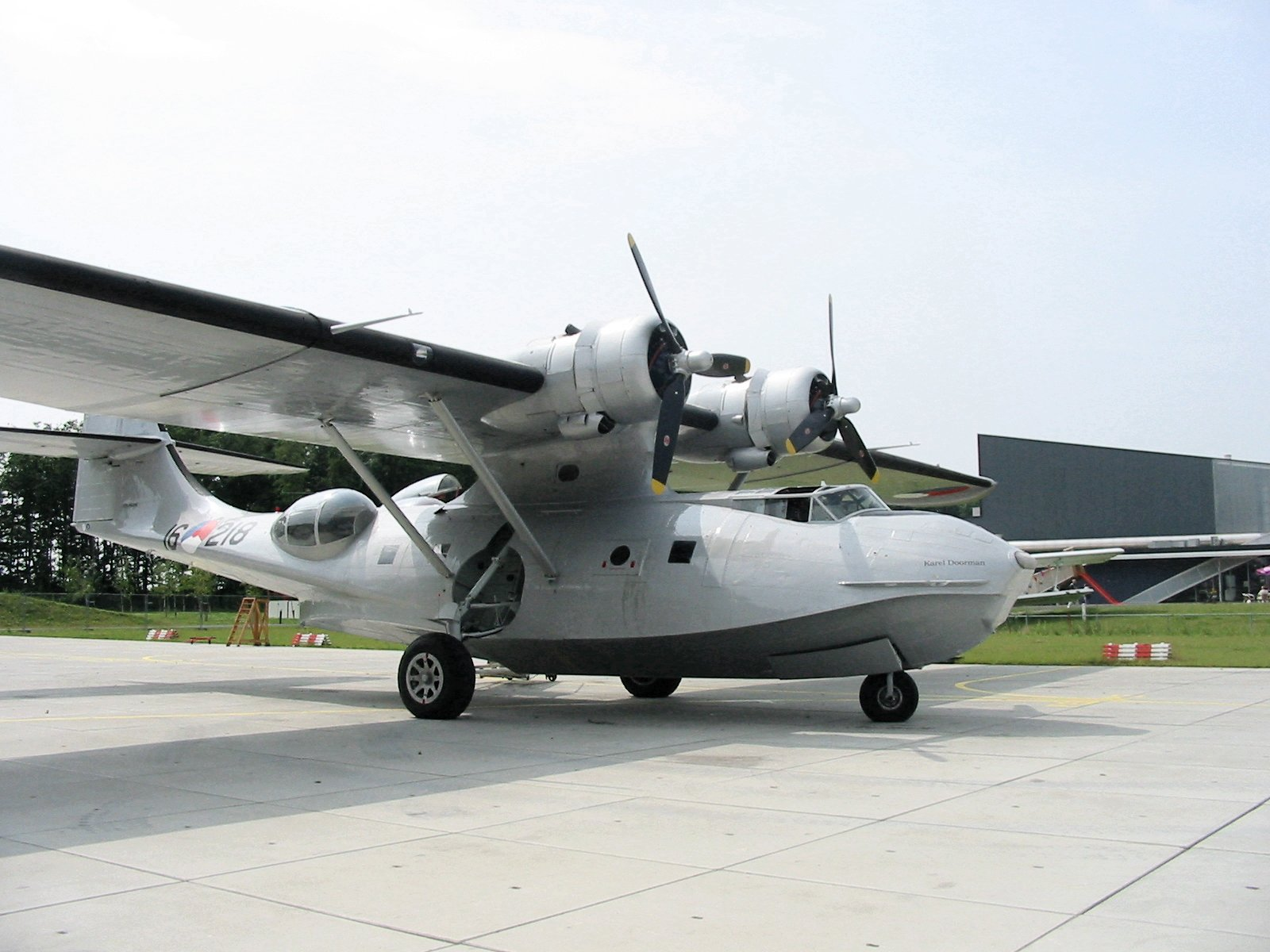
Consolidated PBY Catalina exemplo de monoplano de asa parasol.

#### Biplanos

Biplanos
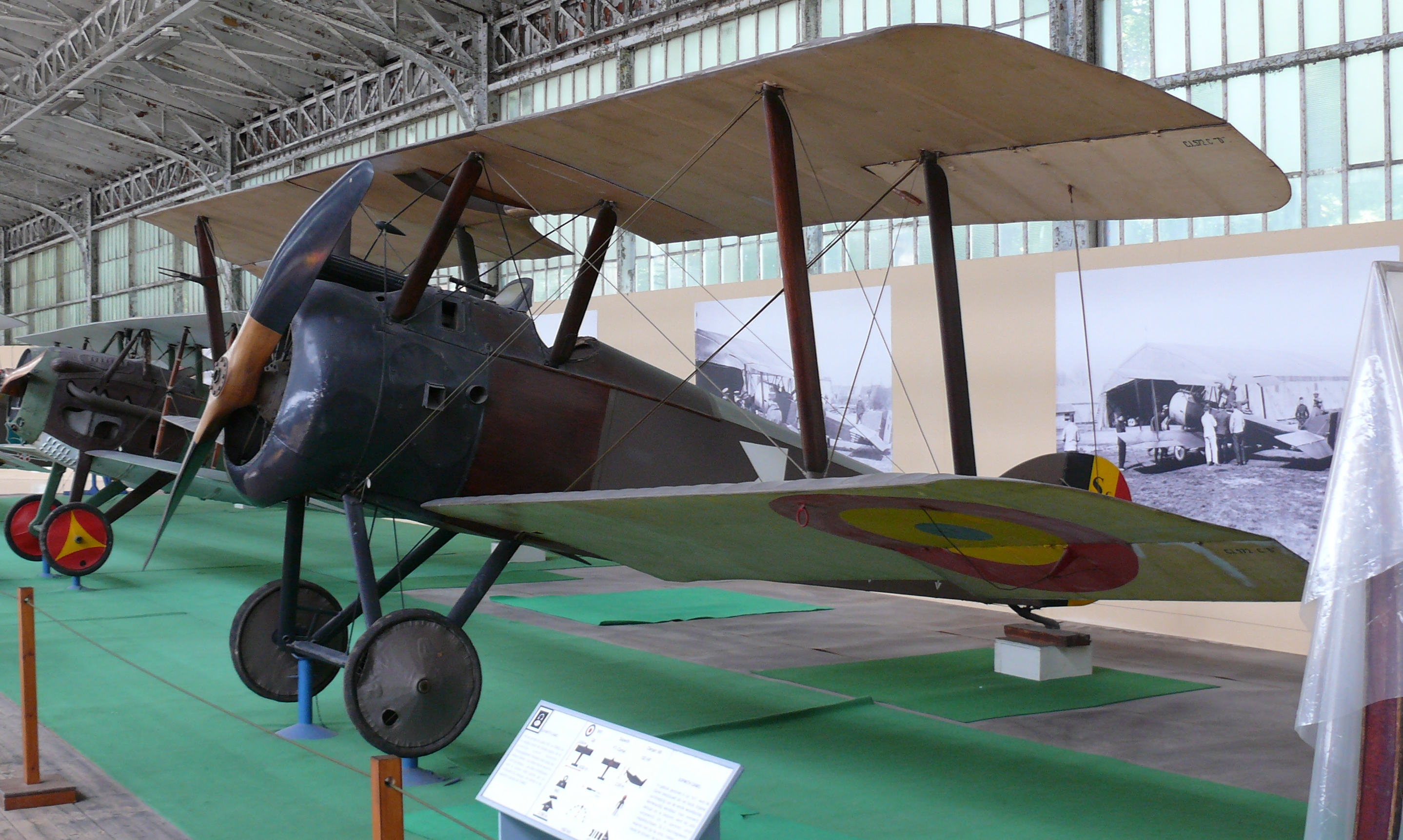
Sopwith Camel exemplo de biplano de asa comum com escalonamento ascendente.
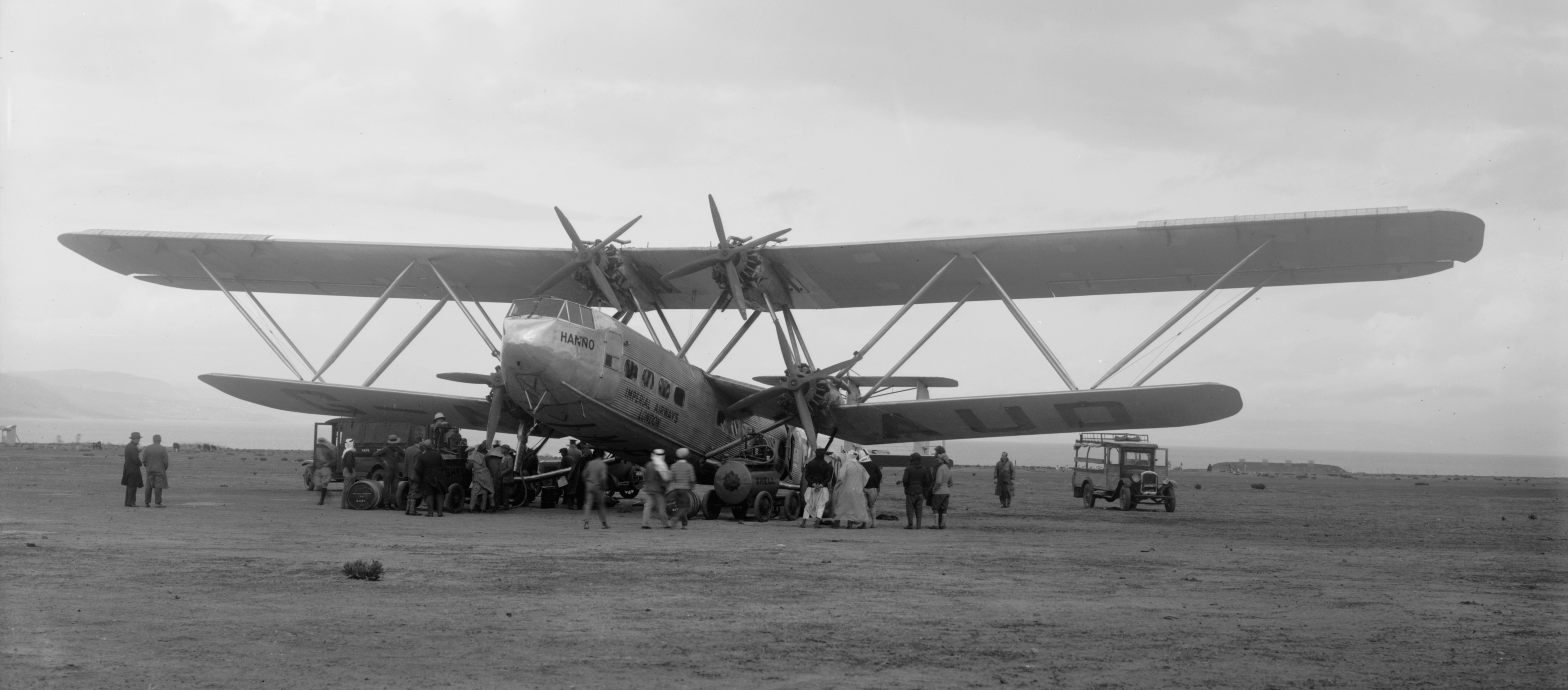
Handley Page H.P.42 exemplo de biplano de asa sesquiplano.
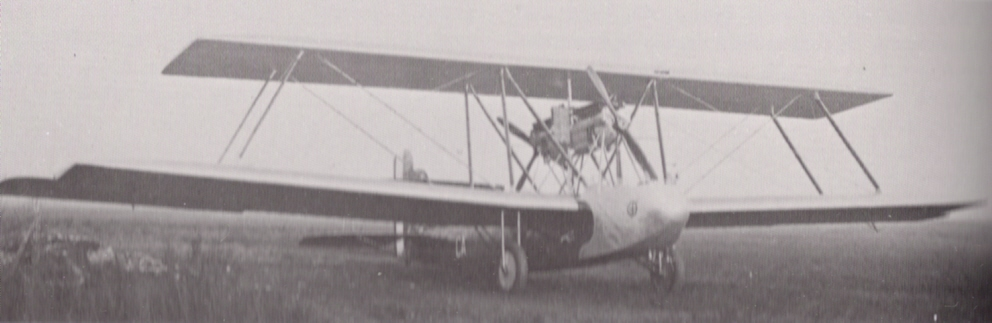
Caproni Ca.73 exemplo de biplano de asa sesquiplano invertida.
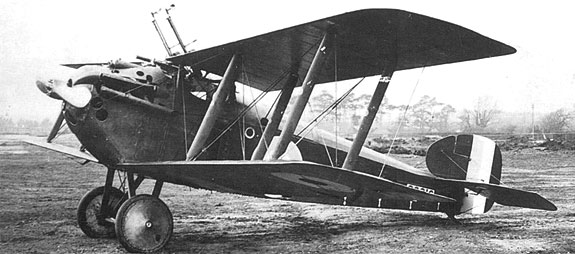
Sopwith Dolphin exemplo de biplano com escalonamento descendente.
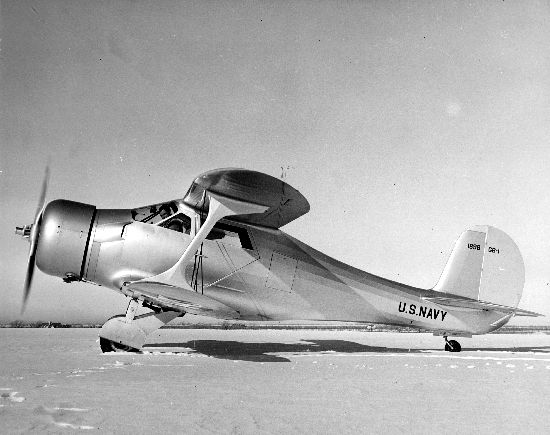
Beechcraft model 17 exemplo de biplano com escalonamento descendente.

#### Triplanos

Triplanos
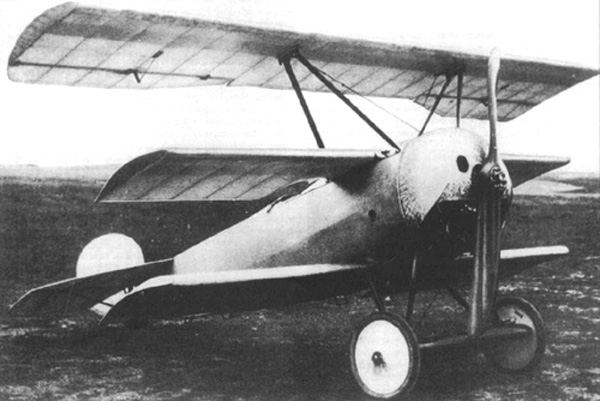
Fokker Dr.I exemplo de triplano com escalonamento ascendente.
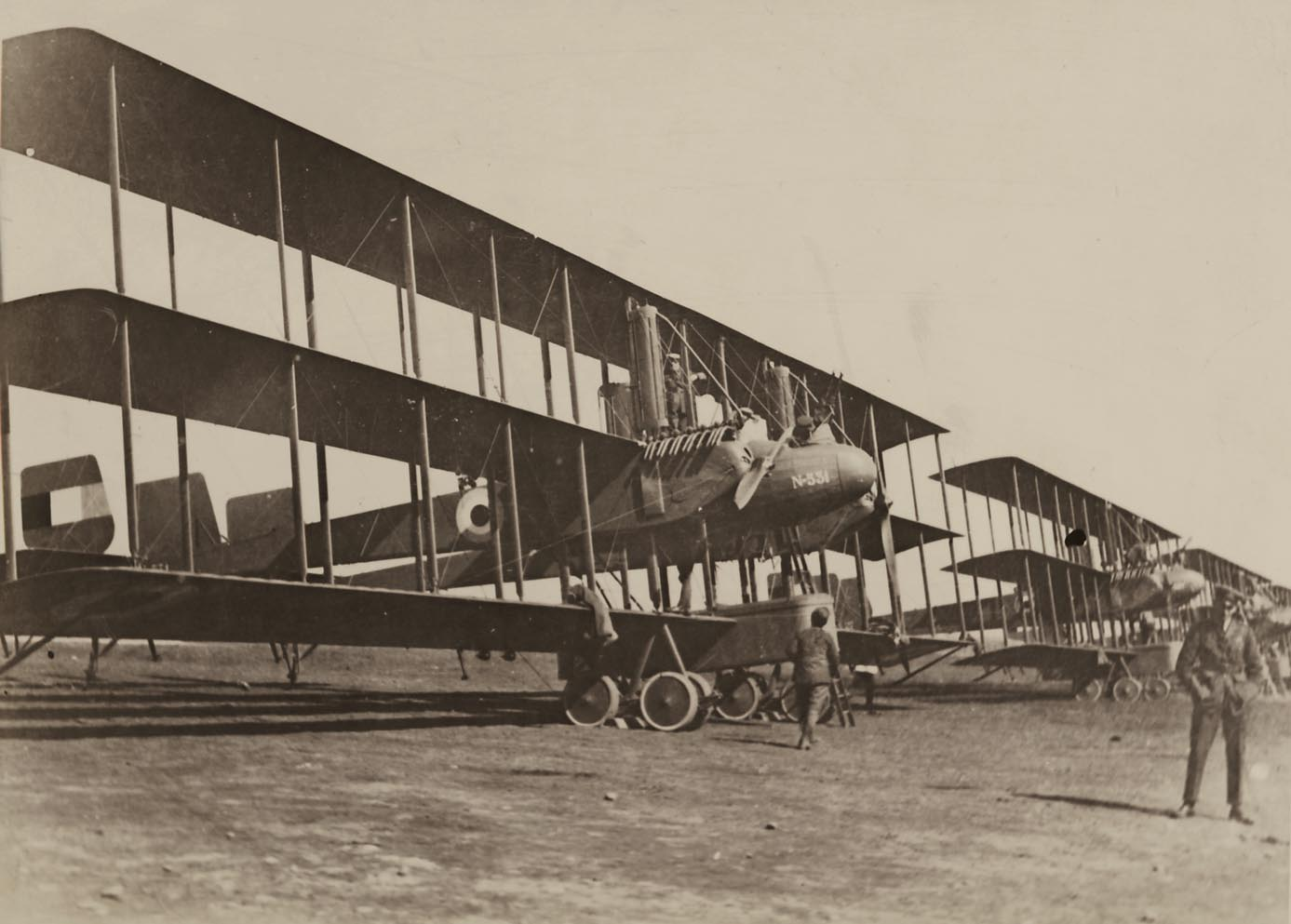
Caproni Ca.4 exemplo de triplano sem escalonamento.
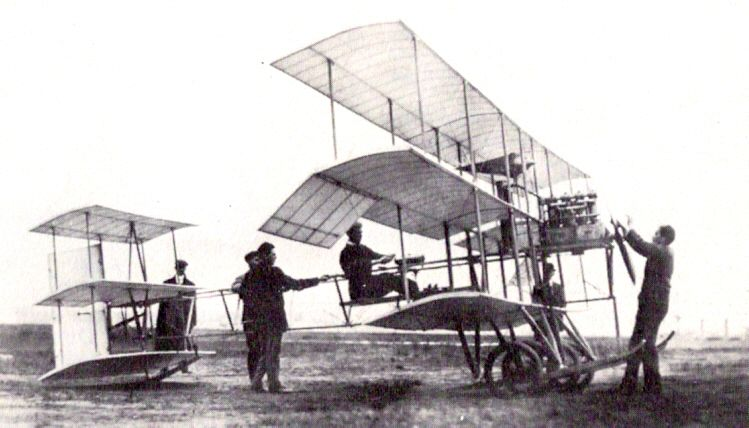
Roe III Triplane exemplo de triplano sem escalonamento.
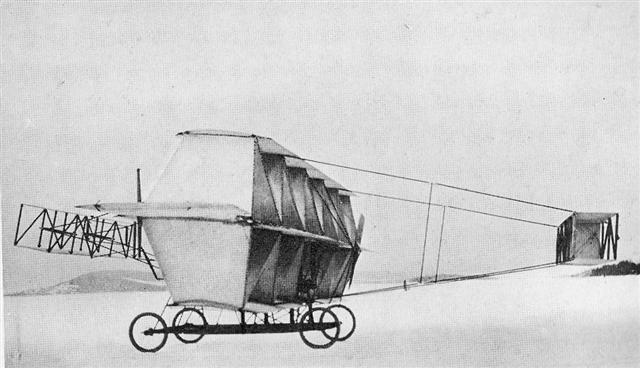
Bell Oionus I exemplo de triplano sem escalonamento.

#### Quadriplanos

Quadriplanos
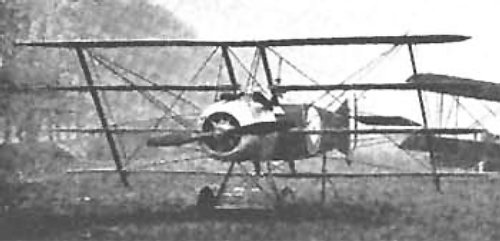
Armstrong Whitworth F.K.10 exemplo de quadriplano.
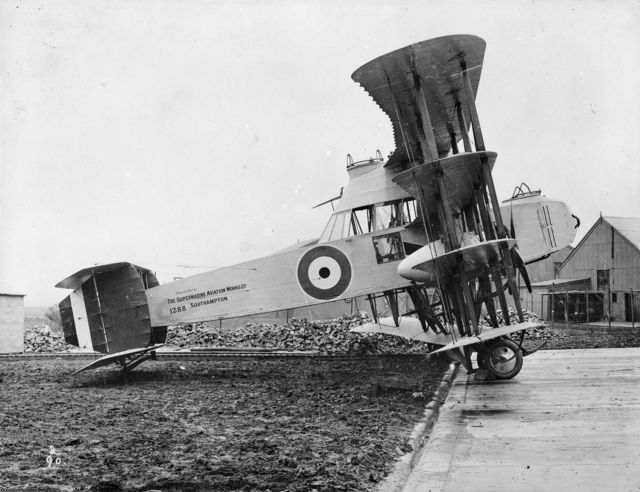
Supermarine Nighthawk exemplo de quadriplano.

#### Multiplanos

Multiplanos
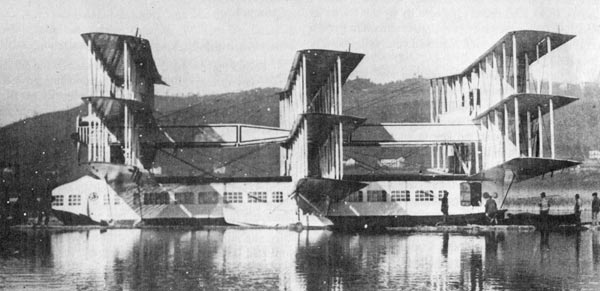
Caproni Ca.60 exemplo de multiplano de asas em tandem, sem escalonamento.
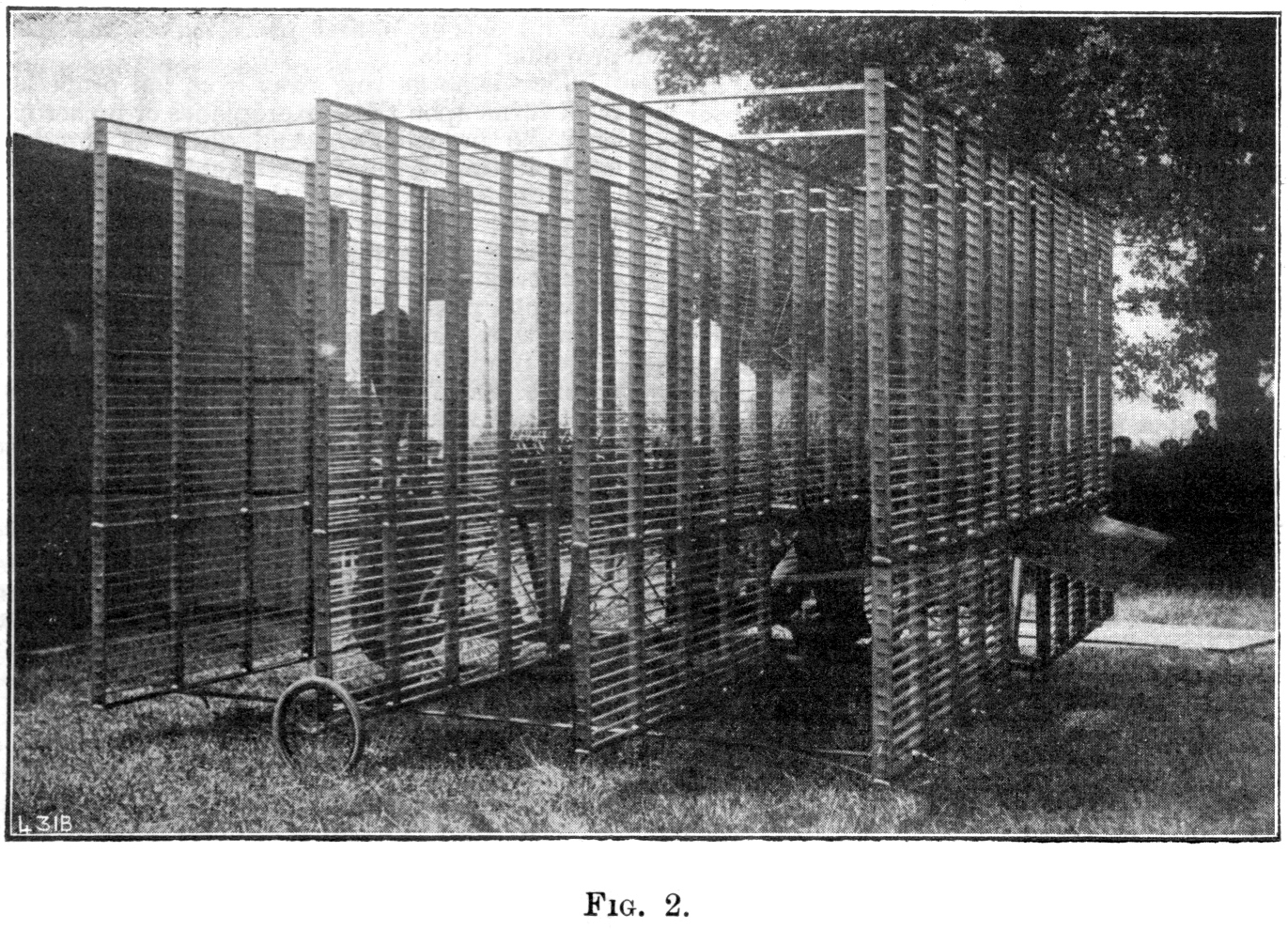
Máquina voadora 1907 exemplo de multiplano sem escalonamento.

#### Asas em tandem

Asas em tandem
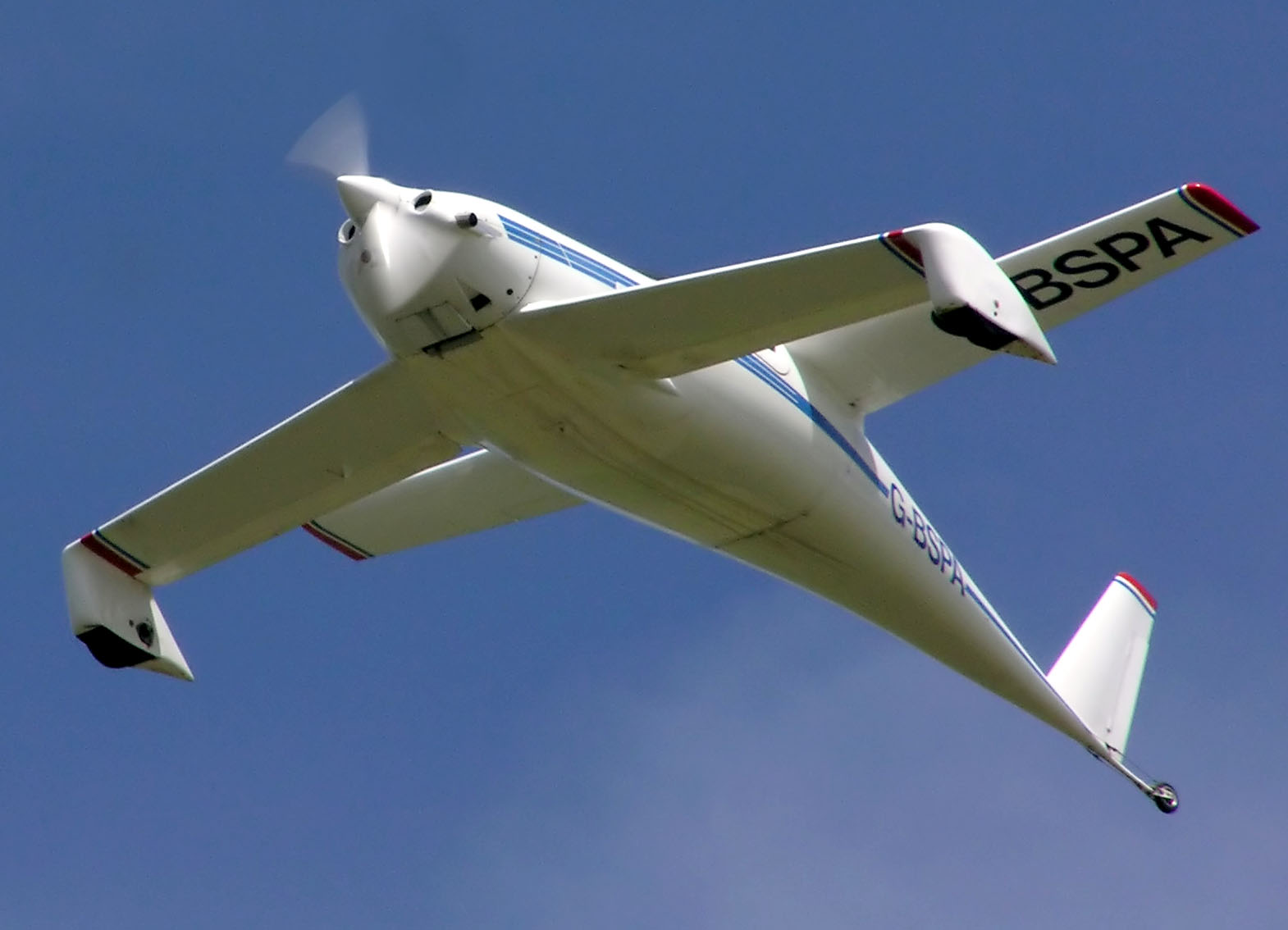
QAC Quickie Q2 exemplo de asa em tandem.
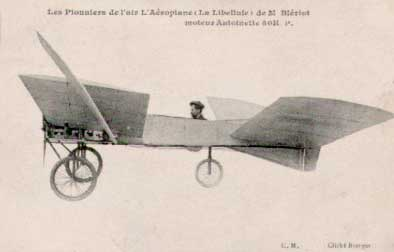
Blériot VI exemplo de asa em tandem.
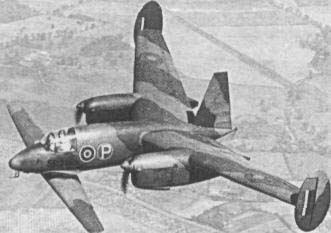
Miles M.39B exemplo de asa em tandem.
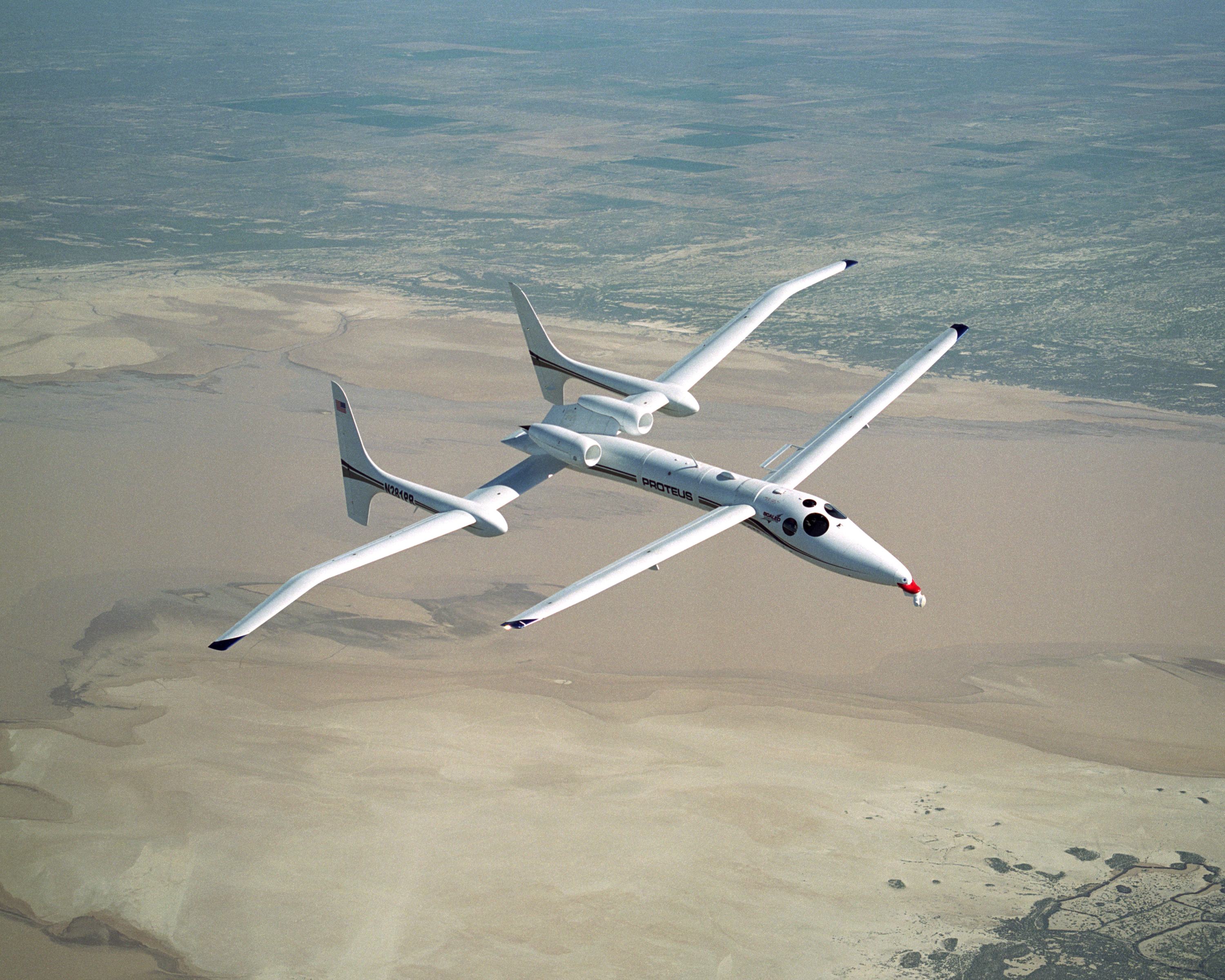
Scaled Composites Proteus exemplo de asa em tandem.

## Imagens

Anular
Cone inverso
Cone composto
Reta com secção exterior cônica

Crescente
Seta dobrada
M
W

Alguns destes desenhos de asa chegaram ao estágio de protótipo. Outros nunca foram testados na prática, permanecendo apenas como conceito.

Reta
Elíptica
Flecha dobrada
Delta com canard

Delta com timões
Delta dobrada
Ogival
Asa voadora"sem cauda" (sem empenagem).

Caixa (célula de Hargrave)
Caixa anular [4]
Cilíndrica [5]
Rombóide [6]

- Anular [7]
- Cone inverso [8]
- Cone composto [9]
- Reta com secção exterior cônica [10]

Pássaro (ver: Etrich Taube)
Morcego [11]
Circular [12]
Disco (ver: avrocar)

- Crescente [13]
- Seta dobrada [14]
- M
- W [15]

Assimétrica [16]
Corpo sustentante
Telescópica [17]
Expansível [18]